# Minatogawa-Schrein

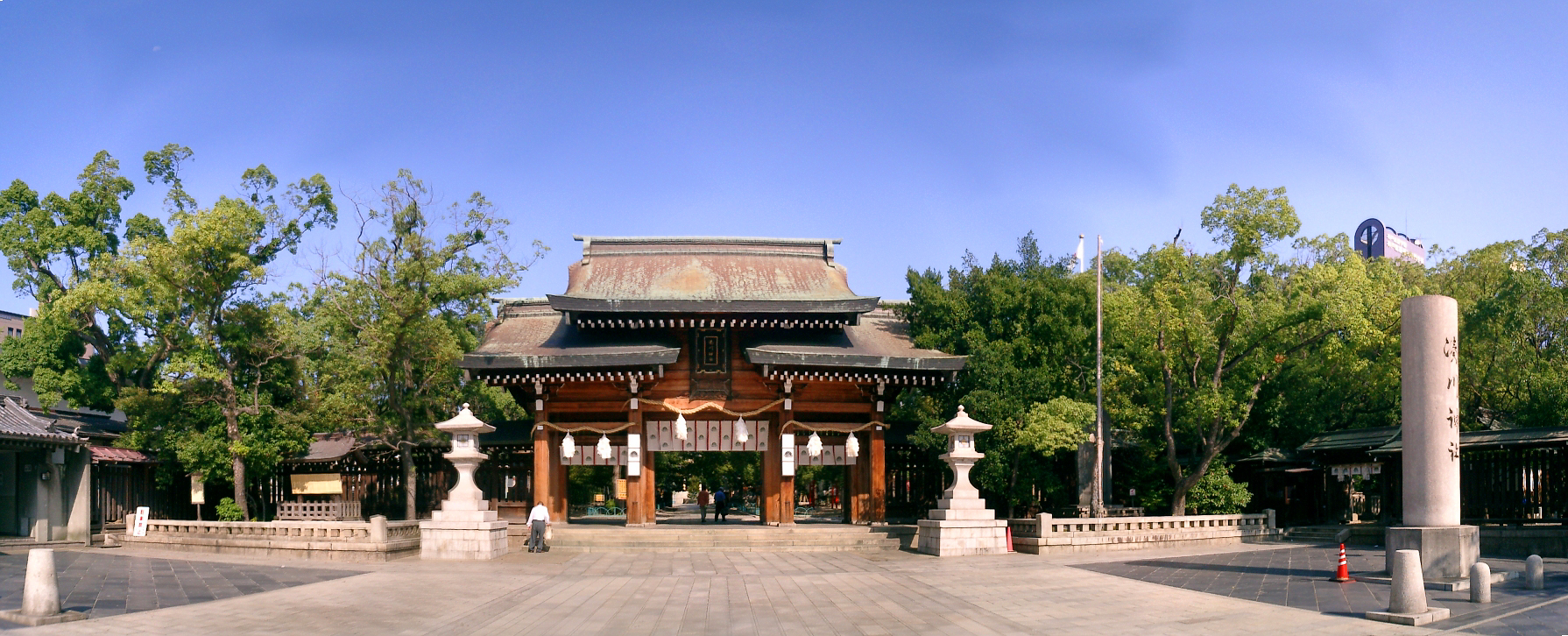
Vorderseite des Minatogawa-Schreins

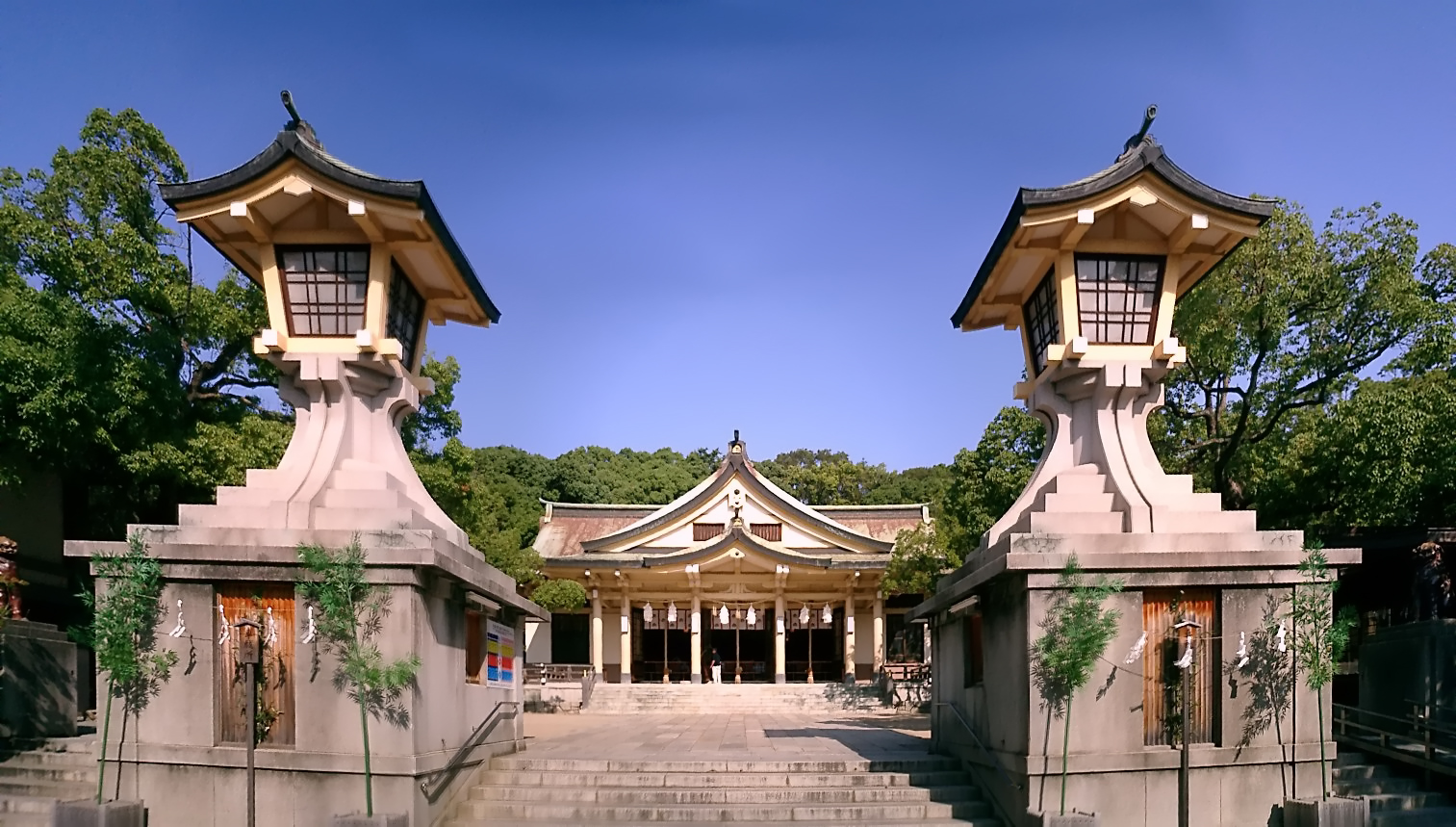
Vorderseite des Hauptschreins

Der Minatogawa-Schrein (japanisch 湊川神社, auch Nanko-san) ist ein Shintō-Schrein im Stadtbezirk Chūō-ku in Kōbe, Japan. Er ist 1871/1872 auf Betreiben des ersten Gouverneurs der Präfektur Hyōgo zur Verehrung von Kusunoki Masashige (unter dem Namen Dai Nankō) errichtet worden, der in der Schlacht am Minatogawa fiel bzw. durch Suizid starb (das heutige Chūō-ku, Kōbe). Der Ort für den Bau wurde um ein Monument herum gewählt, das ihm hier bereits im Jahr 1692 gebaut worden war. Seine Ehefrau (unter dem Namen Nankō Fujin) ist in einem Nebenschrein (sessha) eingeschreint. Sugawara no Michizane wird ebenfalls im Minatogawa-Schrein als Kami verehrt.
Das wohl bedeutendste Fest für den Minatogawa-Schrein ist das Nanko-Fest, das der Schrein jährlich um den 25. Mai, dem Todestag von Kusunoki Masashige, herum ausrichtet. Dabei werden Paraden abgehalten, in denen sich die Teilnehmer als Kusunoki Masashige und die 16 Generale seiner Familie verkleiden.
Im Minatogawa-Schrein wurden einige hundert traditionelle japanische Schwerter für die Kaiserlich Japanische Marine angefertigt, die mittlerweile begehrte Sammlerobjekte geworden sind.
Bis zum Ende des Zweiten Weltkriegs war der Schrein zudem in den Rang eines bekkaku-kampei-sha („Reichsschrein der Sonderklasse“) erhoben worden. Während des Zweiten Weltkriegs wurde der Schrein durch US-amerikanische Bomben zerstört. 1952 baute man ihn daher in Beton (!) wieder auf.
Gegenwärtig werden an die 100 Kulturgüter im Schrein ausgestellt, darunter Kusunoki Masashiges Brustpanzer und ein von ihm handgeschriebenes Sutra.